# José Ángel González Sainz
José Ángel González Sainz (Soria, 1956) es un escritor, ensayista, profesor universitario y traductor español. Ganador del Premio  Herralde y del Premio de las Letras de Castilla y León 2006, tras publicar Volver al mundo (2003). Enseñó, entre 1982 y 2015, en la Universidad Ca' Foscari de Venecia. Desde 2013, hasta la actualidad en junio de 2024, es fundador y profesor del Centro Internacional Antonio Machado de Soria (CIAM). 

## Trayectoria
Inició estudios en Barcelona de Ingeniería y Ciencias Políticas; pero finalmente se licenció en Filología en la Universidad de Barcelona. Fue profesor de literatura en Venecia entre 1982 y 2015, donde residió, aunque vive actualmente entre Trieste y Soria. 
Fue el fundador en 1988 e impulsor de la importante revista cultural Archipiélago, que codirigió hasta 2002 (la publicación desapareció en 2008). Y colabora esporádicamente en periódicos y revistas (El País, El Mundo, Letra Internacional).
Por otro lado, ha traducido a escritores e intelectuales italianos como Emmanuele Severino, Guido Ceronetti, Daniele Del Giudice, Giani Stuparich y destacadamente a su amigo Claudio Magris, quien por su parte le ha dedicado un capítulo sobre su Volver al mundo, en su libro Alfabeti, con referencias al nihilismo contemporáneo.
Compuso (con Ignacio de Llorens) un ensayo sobre el pensamiento libertario, Porque nunca se sabe (1985), libro colectivo surgido a partir de entrevistas y diversas reflexiones.  
En 2013, fue uno de los fundadores del Centro Internacional Antonio Machado de Soria para la enseñanza del español y la cultura española, junto José María García, ex director de la Fundación Duques de Soria, y  la profesora de español en el extranjero, Graziella Fantini,. Dirige esta institución, de la que también es profesor, y coordina los cursos de verano de español para extranjeros que organizan en la ciudad castellana, con la colaboración de la Fundación Duques de Soria. También incluyen encuentros culturales paralelos.  

## Literatura
Publicó el libro de relatos en 1989, Los encuentros con el que inicia su andadura literaria, después Un mundo exasperado (1995), obra con la que ganó el Premio Herralde de novela y que le dio a conocer. El desamparo moral y cierto desasosiego ambiental, que caracteriza a sus páginas, domina este libro suyo.
En otoño de 2003 se difunde su novela capital, que le llevó cinco años de trabajo, Volver al mundo, donde describe la generación de los setenta, a través de un puñado de personajes con un imaginario muy simple, violento, heroico, y que cometen muchos errores. («Quizá fue un error necesario para la historia, pero fue un error. Quizá fue todo debido a la falta de espiritualización de las pasiones»). Se desarrolla en un escenario mítico, el «Valle», que es una recreación del noroeste soriano, y trata del desengaño de las ideas extremas por parte de un grupo de jóvenes nihilistas del siglo XX que vuelven a reunirse tras años de separación. En 2023 se publicó una edición revisada. 
Aparte de esas novelas, ha publicado relatos en libros colectivos, como Los cuentos que cuentan (1999), Cierzo soriano. Narradores para el XXI (1999), o Relato español actual (2003).
En 2010, González Sainz publicó Ojos que no ven, fábula contemporánea en la que intervienen tres generaciones, y donde se acerca a lo más sencillo y callado, pero lo más decisivo, de unas vidas atravesadas por la violencia.
El viento en las hojas, de 2014, es una bella y nueva colección de cuentos, ensartados por un motivo común, de transparencia compleja.
Faulkner, Melville o Proust, por un lado, y Cervantes, Antonio Machado o Juan Benet, forman parte de la familia literaria reconocida inicialmente por el autor. Hay en él un esfuerzo de comprensión del mundo, basado en el pensamiento, nunca explícito, y en un lenguaje muy limpio y meticuloso, lleno de matices y también de reticencias.

## Obra
- Porque nunca se sabe, Laia, 1985, ensayo en colaboración con Ignacio de Llorens.
- Los encuentros, Anagrama, 1989.
- Un mundo exasperado, Anagrama, 1995.
- Volver al mundo, Anagrama, 2003.
- Ojos que no ven, Anagrama, 2010.
- El viento en las hojas, Anagrama, 2014.
- La vida pequeña, Anagrama, 2021.
- Volver al mundo, Octubre 2023. Nueva edición revisada, Anagrama, 2023.
- Por así decirlo, Anagrama, 2024. [1]